# François-Joël Thiollier
François-Joël Thiollier (Parigi, 12 novembre 1943) è un pianista francese.

## Biografia
Nato a Parigi da una famiglia franco-americana di docenti universitari, è stato un bambino prodigio e ha tenuto il primo concerto a New York a cinque anni.
Ha studiato in Francia con il celebre pianista e didatta Robert Casadesus e, in seguito, negli Stati Uniti presso la Juilliard School di New York con Sascha Gorodnitzki. Ha conseguito il Bachelor a diciotto anni e il master l'anno dopo, riportando il massimo dei voti in tutte le materie, accademiche e musicali.
Ha iniziato una brillante carriera che lo ha portato a suonare in più di quaranta paesi e con le maggiori orchestre, comprese l'orchestra del Concertgebouw di Amsterdam, l'Orchestra filarmonica di Mosca e di Leningrado, e la London Symphony Orchestra.
Ha inciso più di quaranta dischi, incluse due incisioni dell'integrale delle opere pianistiche di Sergej Rachmaninov, l'integrale pianistica di George Gershwin, Claude Debussy e Maurice Ravel. Il suo vasto repertorio include anche molti altri autori, tra cui Erik Satie, César Franck, Manuel de Falla, Liszt, Scriabin, Mozart, Beethoven, Brahms, e Ferruccio Busoni, del quale ha inciso il monumentale Concerto per pianoforte.
Pianista di cospicue doti tecniche e dal notevole volume sonoro, sfrutta spesso il suo virtuosismo in un repertorio a lui congeniale, che comprende anche pagine di alta spettacolarità tratte dal pianismo ottocentesco (Carl Czerny, Carl Tausig). Dotato di non comune cultura e capacità didattiche, tiene regolarmente masterclass di perfezionamento pianistico e spesso sfrutta la sua dialettica in concerti-lezioni a tema (per esempio, il ciclo sul valzer viennese, dalla sua nascita alla sua dissoluzione), in cui fa precedere ogni brano da una breve analisi del contesto storico-musicale e delle caratteristiche salienti del brano.
Vincitore di numerosi premi discografici, nel 2003 è stato nominato Officier des Arts et des Lettres.
Sua patria di elezione è l'Italia dove trascorre lunghi periodi dell'anno per lavoro e per vacanza. La sua famiglia è infatti proprietaria da anni di un'abitazione nel Cilento, a pochi passi dal centro abitato di Pollica.